# Franco Fava
Franco Fava (né le 3 septembre 1952 à Roccasecca) est un athlète italien, spécialiste du demi-fond, du fond et du steeple.

Il est sélectionné 29 fois en équipe nationale. Il termine 8e du marathon lors des Jeux olympiques de 1976